# Ківкаси
Ківка́си (рос. Кивкасы, чув. Кивкасси) — присілок у складі Аліковського району Чувашії, Росія. Входить до складу Яндобинського сільського поселення.
Населення — 115 осіб (2010; 135 у 2002).
Національний склад:
- чуваші — 99 %